# هيئة النزاهة ومكافحة الفساد (الأردن)
هيئة النزاهة ومكافحة الفساد هيئة رسمية أردنية تتبع رئاسة الوزراء تُعنى بمكافحة الفساد والوقاية منه بشكل مؤسسي.

## النشأة
أنشئت الهيئة بمقتضى أحكام قانون النزاهة ومكافحة الفساد رقم (13) لسنة 2016، وهي الخلف القانوني لكل من ديوان المظالم وهيئة مكافحة الفساد. وبموجب القانون جرى الغاء كل من قانون ديوان المظالم رقم (11) لسنة 2008 وقانون هيئة مكافحة الفساد رقم (62) لسنة 2006.
تُعنى الهيئة بمكافحة الفساد، بالتنسيق مع الجهات المعنية بوضع وتنفيذ إستراتيجية عامة لمكافحة الفساد والوقاية منه بشكل مؤسسي، بما يكفل الكشف عن مواطن الفساد والتحري عن جميع القضايا المرتبطة به بما فيها الفساد المالي والإداري والعمل على مباشرة التحقيقات اللازمة بخصوصه وجمع الأدلة والمعلومات المرتبطة به.

## الأهداف الاستراتيجية 2017 - 2025
1. تفعيل منظومة النزاهة الوطنية وترسيخ معايير ومبادئ النزاهة لإيجاد بيئة وطنية مناهضة للفساد.
2. تهيئة البيئة الوطنية للمشاركة في مكافحة الفساد من خلال التوعية الوطنية للمجتمع والمؤسسات والأفراد.
3. الوقاية من الفساد بتجفيف منابعه وتطويقه واغلاق منافذه وعزله والحد من آثاره من خلال العمل الاستباقي الفعال.
4. تكريس انفاذ قانون النزاهة ومكافحة الفساد كأساس لمبدأ سيادة القانون.
5. إحكام التشريعات السارية المستقبلية بإغلاق الثغرات التشريعية التي قد تؤدي إلى الفساد.
6. تعزيز الشراكات وتكامل الجهود مع الشركاء المحليين والدوليين.
7. تعزيز قنوات الاتصال والإعلام.
8. تطوير القدرات المؤسسية للهيئة والارتقاء بالأداء بما يعظم إنجازات الهيئة.